# Резепкин, Алексей Дмитриевич
Алексе́й Дми́триевич Резе́пкин (род. 25 марта 1949 года, Челябинская область, посёлок Ершовка) — советско-российский археолог, автор целого ряда значимых открытий в археологии, кандидат исторических наук, старший научный сотрудник Института истории материальной культуры РАН (ИИМК, СПб). Ветеран труда. Живёт в Санкт-Петербурге.

## Биография
Окончил школу в городе Сибае (Башкирия). В 1973-74 служил в танковых войсках СА (Польша, Щецинек). Поначалу хотел стать физиком. Окончил кафедру археологии Ленинградского университета. C 1976 — сотрудник ИИМК РАН(Санкт-Петербург). В 1970-х гг. принимал участие в археологических экспедициях в Туве, а с 1979 по настоящее время ведет раскопки на территории Северного Кавказа и Закавказья (Адыгея, Краснодарский край, Карачаево-Черкесия, Абхазия). За прошедшие три десятилетия им был полностью раскопан курганный могильник в урочище Клады около ст. Новосвободная / б. Царская (Адыгея), исследование которого в конце XIX века было начато Н. И. Веселовским. Алексей Резепкин внёс вклад в изучение поселений и погребений эпохи бронзы на Северном Кавказе.
В 1989 году А. Д. Резепкин защитил кандидатскую диссертацию «Северо-западный Кавказ в эпоху ранней бронзы (по материалам погребальных памятников новосвободненского типа)» (руководитель В. М. Массон). Специалист по кавказским дольменам. Подтвердил существование мегалитов на Южном Урале. Специалист по археологии Кавказа эпохи энеолита и бронзы (занимается изучением майкопской и новосвободненской культур и др.). Внёс вклад в изучение и обсуждение проблемы происхождения индоевропейцев (см. ниже).
Резепкин окончательно обосновал самостоятельность «новосвободненской культуры» (см.ниже).
В конце 1990-х годов в связи с ростом сепаратистских настроений в стране Резепкин подвергался активному прессингу со стороны части общественности Адыгеи. Среди обвинений: дальнейшая бесхозность памятников. Местная пресса клеймила Резепкина «имперским археологом». Однако после сынициированной им пресс-конференции в Адыгее давление пошло на спад, и в дальнейшем ситуация нормализовалась. Инициаторы «сепаратистской» травли — Ловпаче Н. Г. и другие («Курганы, истекающие кровью», «Пляски на костях» и пр.).

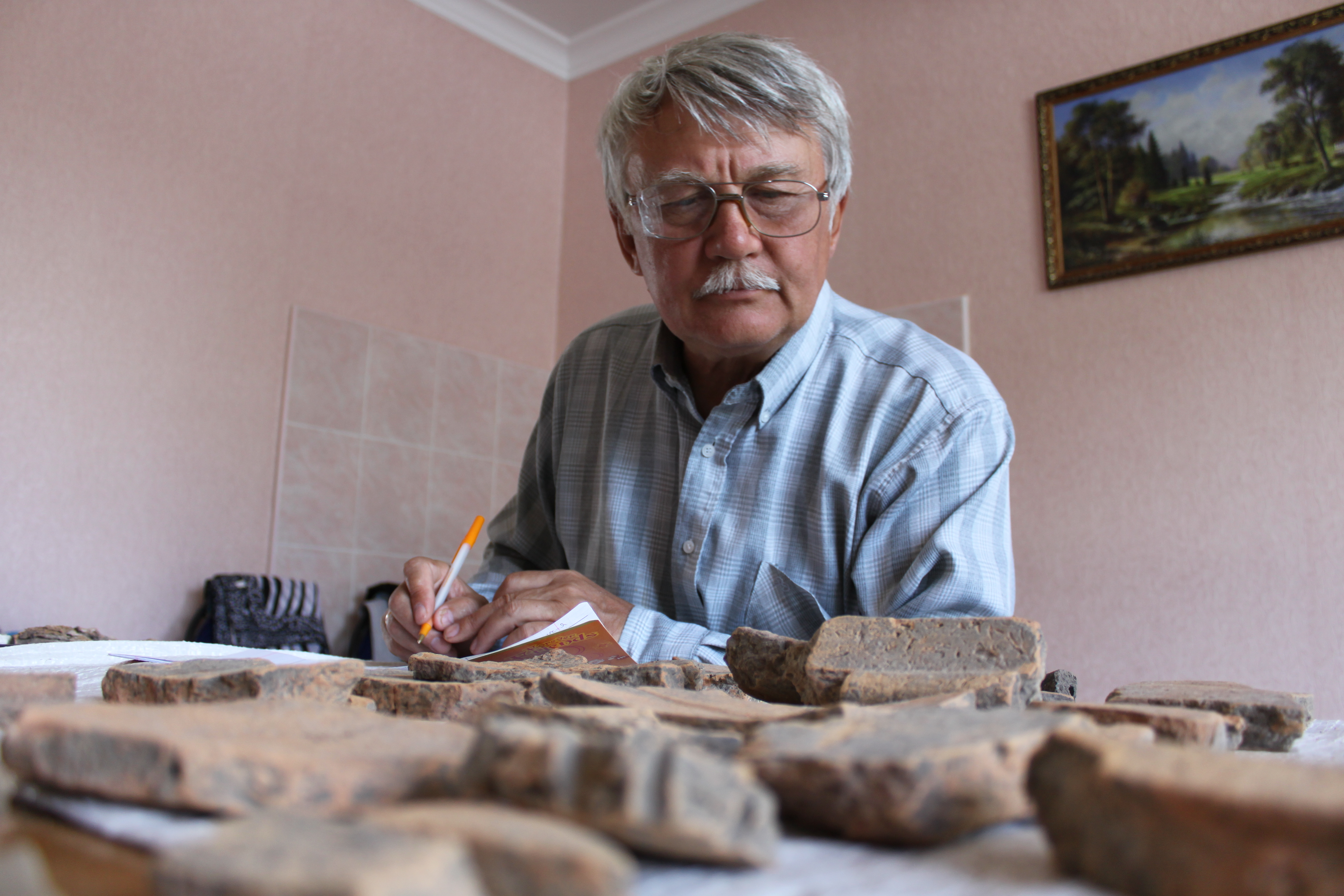
За работой.

А. Д. Резепкин раскопал один из самых крупных курганов на Кавказе (курган Серебряный, Клады, ст. Новосвободная) — диаметром 148 метров, высотой 12 м; ср.бронза — сер. 3-го тыс. до н. э. Ювелирные изделия из курганов эпохи бронзы, раскопанных А. Д. Резепкиным под ст. Новосвободной, выставлены в галерее драгоценностей Государственного Эрмитажа в Санкт-Петербурге и Национальном музее г. Майкопа. В 2000-х гг. в Петербурге состоялась выставка находок Шлимана, Веселовского и Резепкина (из кургана 31/5).
Ученики А. Д. Резепкина — С. М. Осташинский (Эрмитаж, Спб.) и др.

## Семья
Происходит из семьи оренбургских казаков (репрессированы и сосланы, а затем в 1990-х официально реабилитированы; дед расстрелян). А. Д. Резепкин женат на Г. Н. Поплевко — специалисте-трасологе (ИИМК РАН).

## Новосвободненская культура

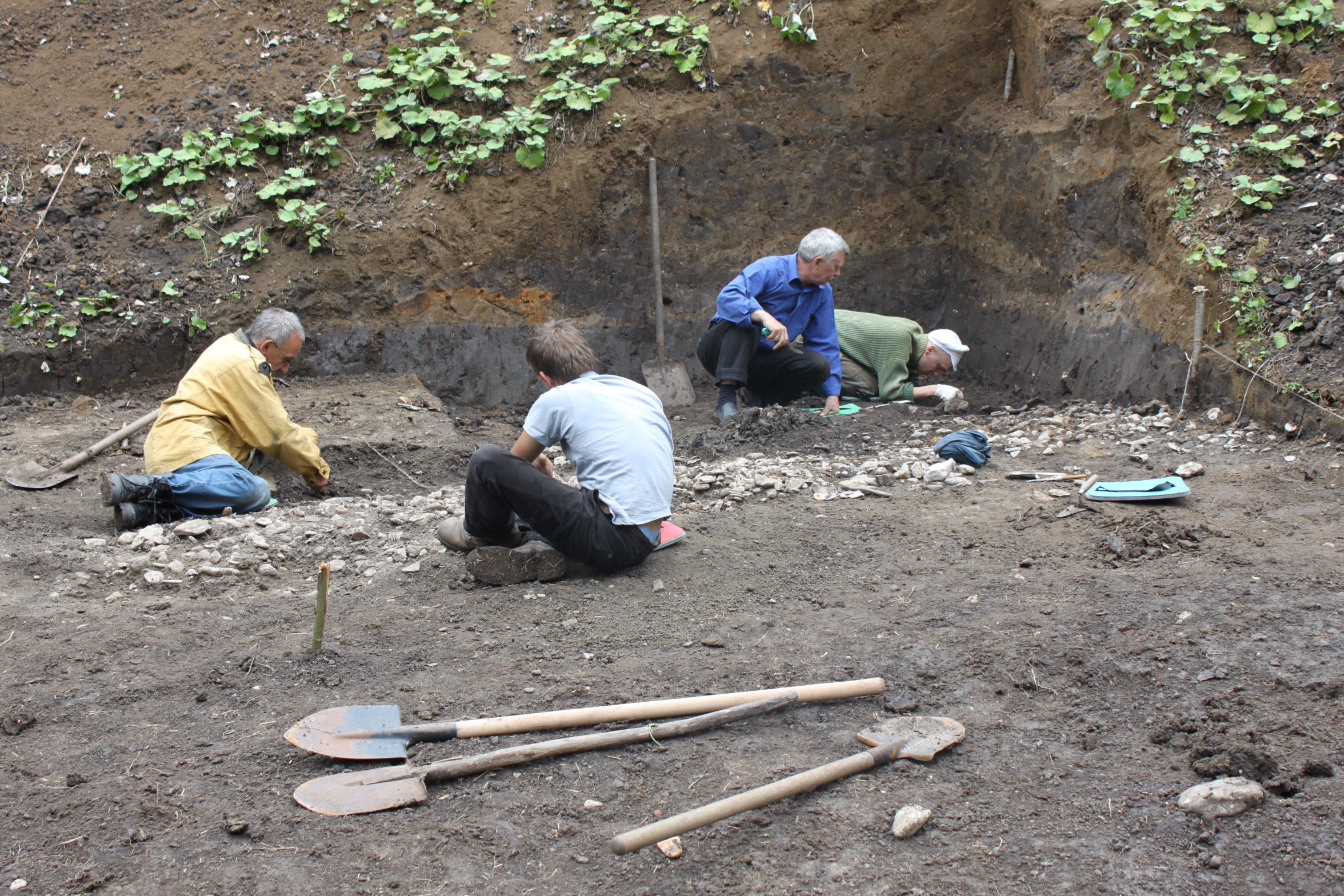
Майкопская археологическая экспедиция под руководством А. Д. Резепкина на раскопках подкурганного поселения новосвободненской культуры. Урочище Клады, 2010 г.

Первым увидел связь между артефактами из ст. Новосвободной (раскопки Н. И. Веселовского, 1898) с европейской керамикой британо-австралийский археолог Гордон Чайльд (1952). Он связывал их с артефактами культуры «шаровидных амфор» (Польша). Из современных археологов В. А. Сафронов и Н. А. Николаева подтвердили это замечание Чайлда в рамках гипотезы происхождения керамического комплекса Новосвободной в круге и на стыке европейских культур воронковидных кубков, шнуровых керамик, шаровидных амфор и датировали Новосвободненский комплекс 22 в. до н. э. (в настоящее время по калиброванной шкале эти памятники передатированы началом III тыс. до н. э.). А. Д. Резепкин, более 30 лет ведущий раскопки под ст. Новосвободная, датирует новосвободненскую культуру — концом 4 тыс. до н. э., считая, что культура воронковидных кубков предшествует вышеупомянутой культуре шаровидных амфор, а находки из Новосвободной связаны с артефактами культуры воронковидных кубков (Германия, Дания).

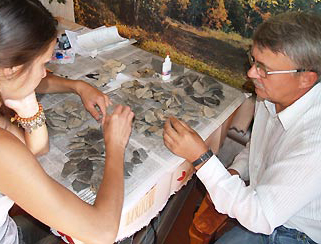
Майкопская археологическая экспедиция под руководством А. Д. Резепкина. Керамика из подкурганного поселения новосвободненской культуры. Ст. Новосвободная, 2007 г.

А. Д. Резепкин обосновал самостоятельность новосвободненской культуры НК). Также, вслед за Резепкиным выделить памятники Новосвободной в отдельную культуру предлагает и А. Н. Гей. А. Н. Гей (ИА РАН, Москва) также выделяет «степную новосвободненскую культуру». Ранее дольмены Новосвободной считали лишь поздним этапом майкопской культуры. (МК) По Резепкину, разница между НК и МК в том, что НК на раннем этапе своего развития имеет безоговорочно западные корни, а МК — передневосточные. По Резепкину, главными отличительными признаками для выделения этой культуры в качестве самостоятельной являются: мегалитические гробницы; чернолощеная керамика; изделия из металла (топоры, кинжалы, копья) отличаются от более архаичных предметов майкопской культуры; жемчужный орнамент на топорах, керамике и бронзовых сосудах не встречается на изделиях майкопской культуры. Это подтверждают также последние генетические исследования.
По мнению А. Д. Резепкина, прямоугольные гробницы ст. Новосвободной являются конечным вариантом развития европейских галерейных гробниц и своим происхождением связаны с мегалитами Центральной Европы (Германии), а классические кавказские дольмены, наоборот, типологически восходят к коридорным гробницам и имеют наиболее близкие аналогии в мегалитических культурах Западного Средиземноморья.
Однако некоторые другие археологи настаивают на широкой майкопско-новосвободненской общности с рядом локальных вариантов (галюгаевско-серёгинским, долинским, псекупским).
А. Д. Резепкин полагает, что новосвободненская культура имеет два источника — Европу и Урук (для сравнения, майкопская культура берет своё происхождение от анатолийского халколита).
Благодаря инициативе научно-популярного журналиста Д. А. Алексеева, и содружеству А. Д. Резепкина и генетика А. В. Недолужко было проведено «первое в России полное секвенирование ДНК древнего митохондриального генома». ДНК была выделена из митохондрий костных останков из могильника Клады возле ст. Новосвободная (Адыгея, РФ).

## Изучение мегалитических памятников

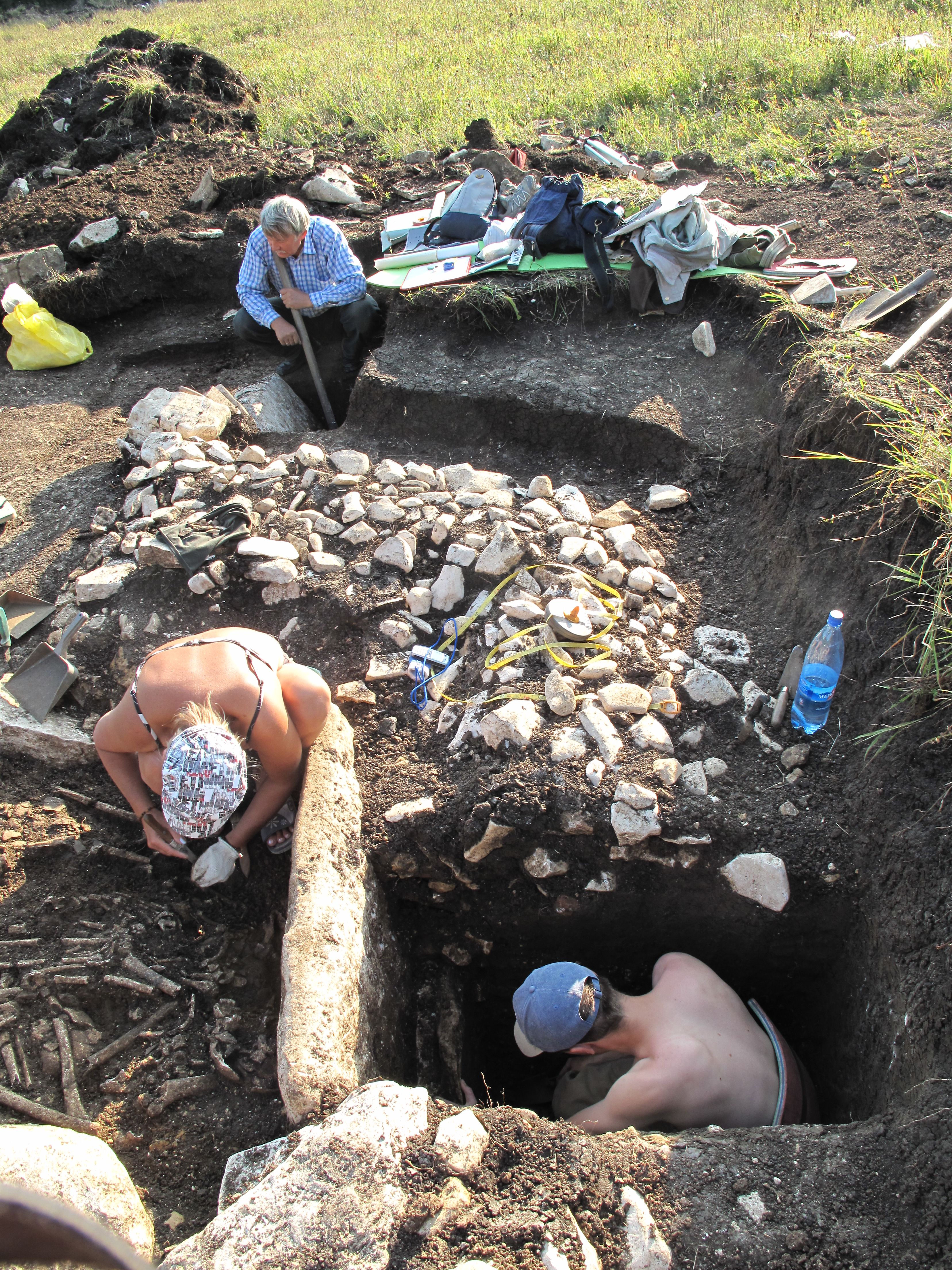
Майкопская археологическая экспедиция под руководством А. Д. Резепкина на раскопках шушукских дольменов. Под ст. Веселая (Адыгея, РФ), 2009 г.

Изучая проблему происхождения мегалитических памятников Северо-Западного Кавказа (дольменов и гробниц), А. Д. Резепкин применил европейскую классификацию мегалитов, подразделяющую все погребальные памятники такого рода на галерейные и коридорные гробницы, к мегалитам Кавказа, в итоге предложив свою собственную их типологию:
- Прямоугольные гробницы.
- Подковообразные гробницы.
- Дольмены.

По мнению А. Д. Резепкина, прямоугольные гробницы ст. Новосвободной являются конечным вариантом развития европейских галерейных гробниц и своим происхождением связаны с мегалитами Центральной Европы (Германии), а классические кавказские дольмены, наоборот, типологически восходят к коридорным гробницам и имеют наиболее близкие аналогии в мегалитических культурах Западного Средиземноморья.
В ноябре 2016 года экспедиция А. Д. Резепкина реконструировала три дольмена шушукской группы (Адыгея).

## Проблема происхождения индоевропейцев
На сегодняшний день в науке существует несколько концепций о местонахождении прародины индоевропейцев. Наиболее известной является точка зрения, сформулированная М. Гимбутас. По её мнению, праиндоевропейцами были носители т. н. курганной культуры (или ямной)— воинственные скотоводы, продвижение которых на территорию Европы разрушило существовавшую там доиндоевропейскую раннеземледельческую цивилизацию «Великой Богини». Другая гипотеза Вяч. Вс. Иванова, Т. В. Гамкрелидзе локализует прародину в регионе Ближнего Востока, откуда по мнению авторов, и произошло расселение индоевропейских народов через Северное Причерноморье на территорию Центральной Европы. Однако обе эти точки зрения плохо подтверждаются археологическими данными.

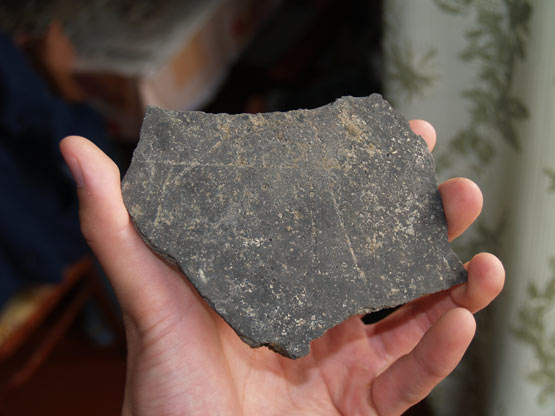
Знак на фрагменте керамики новосвободненской культуры. Клады, 2006 г.

По мнению А. Д. Резепкина, реально на роль индоевропейской прародины может претендовать только Средняя Европа. В этом случае с индоевропейцами соотносятся сменяющие друг друга культуры линейно-ленточной керамики, воронковидных кубков, шаровидных амфор, шнуровой керамики, а следовательно, и Новосвободненская культура, сложившаяся на базе трех последних культур. В пользу этой точки зрения говорит отсутствие резкой смены населения в Европе со времен неолита до появления первых фиксируемых письменными источниками индоевропейских народов, а также имеющиеся свидетельства миграции различных европейских культур на территорию Восточной Европы, которые предположительно можно увязывать с распространением индоевропейцев. Одной из таких миграций А. Д. Резепкин объясняет появление на Северном Кавказе в эпоху ранней бронзы (IV тыс. до н. э.) памятников типа Новосвободной, для погребального обряда которых характерен мегалитизм, а в керамическом комплексе присутствуют чернолощеные амфоры, миски и кубки, находящие убедительные аналогии в культуре воронковидных кубков Германии.

## Археологические открытия
Согласно как собственным интервью и работам, так и другим научным публикациям, а также учебнику по археологии издательства МГУ, А. Д. Резепкин обнаружил:
- Самый древний меч в мире Архивная копия от 5 марта 2016 на Wayback Machine (протомеч Архивная копия от 5 марта 2016 на Wayback Machine) — бронзовый, общей длиной 63 см с длиной рукояти 11 (Северный Кавказ, близ станицы Новосвободной); он датируется второй третью IV тысячелетия до н. э.; следующий по древности меч был найден итальянским археологом А. Пальмиери в Турции (последняя четверть IV тысячелетия до н. э.). В мегалитическом захоронении бронзовый протомеч из Кладов был символически согнут. Экспонируется в Государственном Эрмитаже.

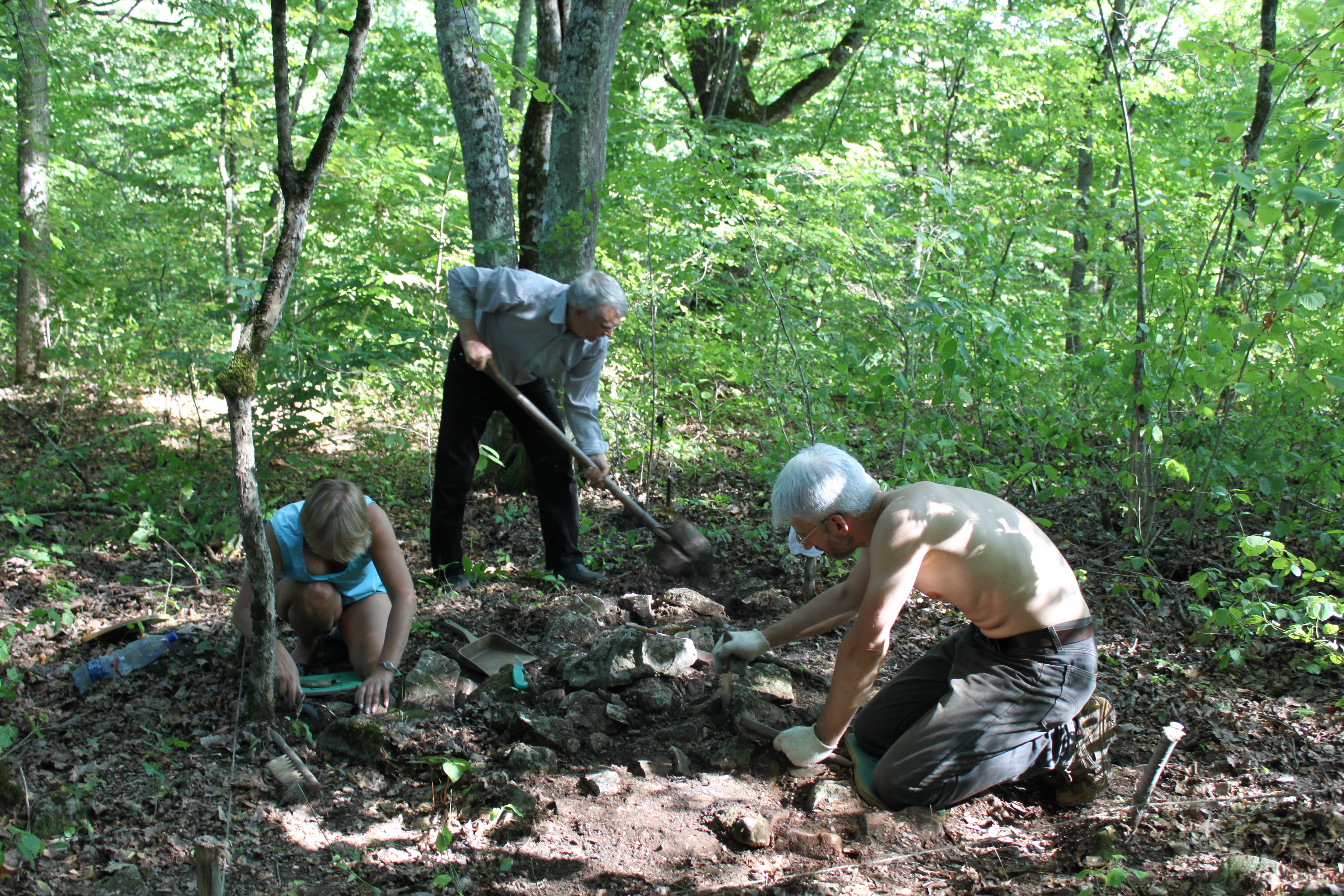
Майкопская археологическая экспедиция под руководством А. Д. Резепкина на раскопках каменного кургана в Кладах. 2010 г.

- Самую древнюю архитектурную колонну, на всем европейском пространстве, которая является творением «строителей дольменов» и была создана в сер. 3-го тысячелетии до нашей эры. Высота 2,98 м, диаметр 40 см. Экспонируется в Национальном гос. музее Р. Адыгеи (г. Майкоп). Колонна 8 лет хранилась на пасеке по просьбе А. Д. Резепкина, так как её перевозку саботировал Майкопский музей (такая же история с резной плитой, а скульптура быка была прикопана и затерялась).
- Самый древний (вторая треть 4-го тыс. до н. э.) деревянный музыкальный струнный инструмент в мире (с резонатором); следующий по древности музыкальный инструмент был найден британским археологом Ч. Л. Вулли в царских гробницах Ура (Ирак). Реконструированная модель хранится сегодня в Музее музыкальных инструментов в Санкт-Петербурге, а сохранившиеся фрагменты в фондах отдела археологии Государственного Эрмитажа.
- Самую древнюю в мире (вторая треть 4-го тысячелетия) настенную полихромную живопись (а не орнамент) в гробницах — этот пока единственный образец полихромной росписи общей площадью 5 м² экспонируется в Национальном музее Республики Адыгея (г. Майкоп). Ближайшая аналогия — это выгравированные и затертые краской изображения лука и колчана на стенах гробницы из Лейне-Гелич близ г. Халле в Германии (однако здесь — монохром; находка сер. 18 века). Беспрецедентный для РФ образец полихромной росписи в гробницах, по словам самого Резепкина, чуть не погиб из-за отказа бывшего директора Эрмитажа Б. Б. Пиотровского забрать его в фонды музея в Санкт-Петербурге, а также вследствие неправильного хранения на открытом воздухе во дворе Национального музея Республики Адыгея (Майкоп) во время директорства Альмира Абрегова.

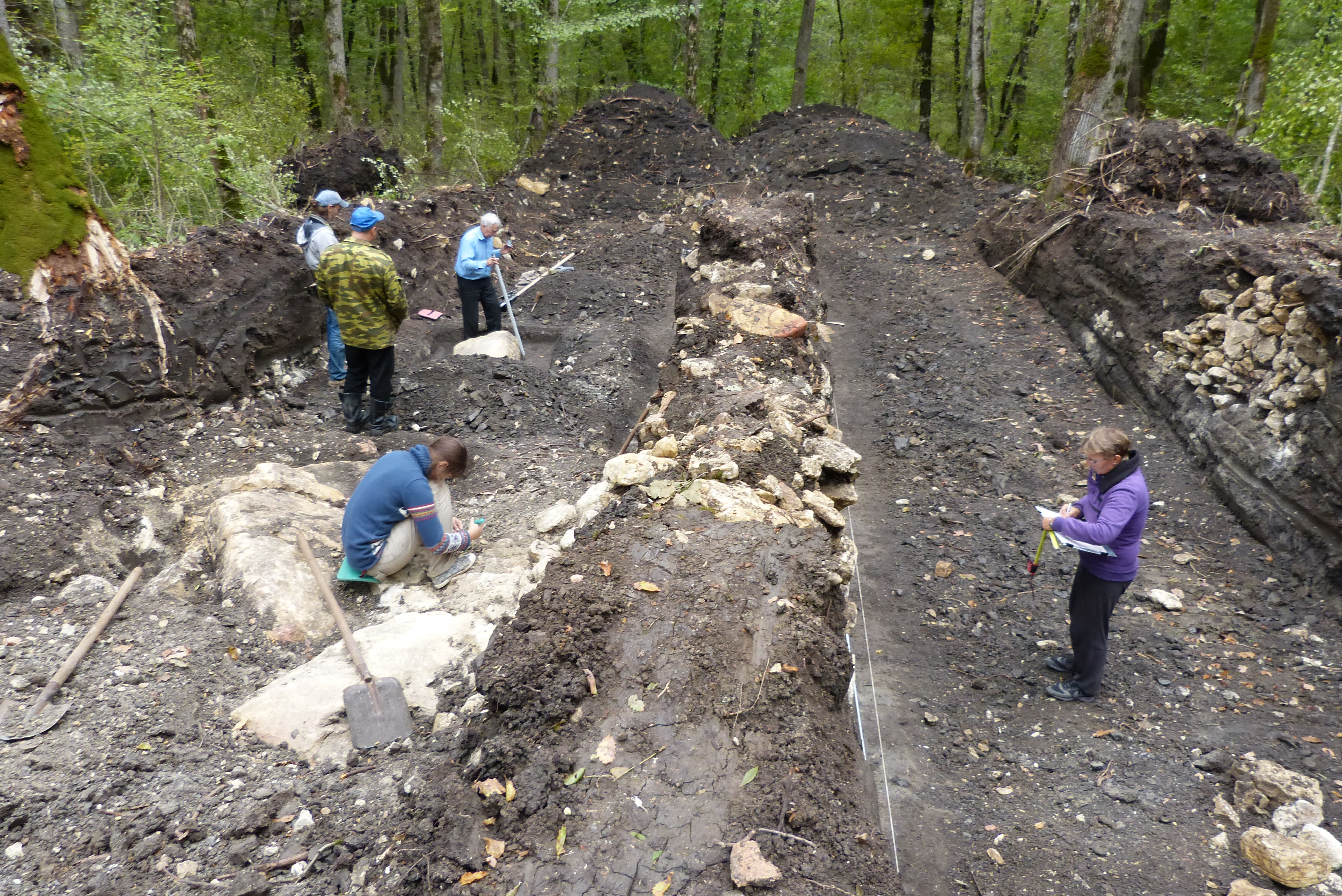
Майкопская археологическая экспедиция под руководством А. Д. Резепкина в урочище Клады. Раскопки неграбленного дольмена. 2014 г.

- Самый большой дольмен на Кавказе (сер. 3-го тыс. до н. э.), (под ст. Новосвободная, Адыгея), а также самые поздние дольмены (конец 2-го тысячелетия; шушукские дольмены — дольменный комплекс «Тумасово» под ст. Веселая, Адыгея): ранее считалось, что в это время дольмены уже не строились.
- Вслед за немецким ученым А. Хойслером А. Д. Резепкин доказательно опроверг устоявшееся представление о том, что колесо было изобретено на Востоке в 4-м тыс. до. н. э.: в реальности — на Западе (Румыния) в 5-м тысячелетии до н. э. Причем более ранние, чем в Месопотамии, модели колес он (совместно с археологом А. В. Кондрашовым) открыл на территории России (а именно — на Северном Кавказе). В 1980-х в кургане под станицей Старокорсунская (Краснодарский край) Кондрашов и Резепкин нашли самую древнюю из известных сохранившихся деревянную колесную повозку в мире.
- В 1980-е годы раскопал курган «Серебряный» (курган 11 в урочище Клады, Адыгея). По словам С. Н. Кореневского, это «самый сложный и насыщенный майкопскими захоронениями курган в Кубанском бассейне. … А. Д. Резепкин на базе открытых им комплексов в могильнике Клады предложил одну из первых типологий форм погребальных сооружений. Тип 1 — малая подпрямоугольная яма с длиной большей стенки до 1,7 м. Тип 2 — более крупная яма с длиной большей стенки свыше 1,7 м. Тип 3 — погребения на поверхности земли. Тип 4 — каменные гробницы. Тип 5 — каменные ящики»[6].

## Критика
Ученые С. Н. Кореневский (ИА РАН), В. А. Трифонов (ИИМК РАН) и металлограф Н. В. Рындина (МГУ) не согласны с Резепкиным в том, что новосвободненская культура является самостоятельной. Эти специалисты полагают, что имеющихся отличительных признаков для выделения этой культуры в качестве самостоятельной недостаточно. А. Н. Гей (ИА РАН) сомневается в центральноевропейских корнях новосвободненской культуры и придерживается существования «степной новосвободненской культуры». Однако позицию А. Д. Резепкина разделял член-корреспондент РАН Р. М. Мунчаев (ИА РАН).

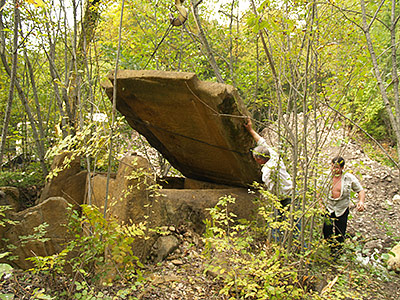
Восстановление А. Д. Резепкиным при помощи автокрана скинутого вандалами-лесозаготовителями перекрытия дольмена 39-2 (курган 39, погребение 2). Клады

Археолога А. Д. Резепкина часто упрекают[кто?] блогеры в том, что он разрушил 11-гранную дольменообразную гробницу (Клады, Новосвободная, Адыгея, РФ). По поводу чего сам Резепкин утверждает: «Разрушил её не я. Эту уникальную гробницу, к сожалению, разрушили казаки в 1870-х годах, о чём сохранился документ Каменева. И находится она не в „Кладах“, а немного в другом месте. Я же копал другую аналогичную гробницу уже в „Кладах“ и нашёл лишь несколько обломков» (цитата в передаче телефонного разговора археолога и участника экспедиций в «Кладах» и научно-популярного журналиста Д. А. Алексеева).

## Основные работы
Всего — более 60 научных публикаций. Некоторые из них:
- К интерпретации росписи из гробницы майкопской культуры близ станицы Новосвободная // КСИА АН СССР — Вып.192. — М.: Наука, 1987. — С. 26—33.
- Музыкальный инструмент эпохи ранней бронзы. — М., 1990.
- Курган 31 могильника Клады. Проблемы генезиса и хронологии майкопской культуры // Древние культуры Прикубанья (по материалам работ в зонах мелиорации Краснодарского края). — Л.: Наука, 1991. — С. 167—197.
- Культурно-хронологические аспекты происхождения и развития майкопской культуры // Майкопский феномен в древней истории Кавказа и Восточной Европы. — Л., 1991.
- Rezepkin A. D. Paintings from a tomb of the Majkop culture // Journal of Indo-European Studies. — 1992. — 20. — P. 59—70.
- Ковалев А. А., Резепкин А. Д. Курильницы из дольмена в урочище Клады и проблема происхождения курильниц афанасьевской культуры // Проблемы изучения Окуневской культуры. — СПб., 1995.
- Керамические комплексы поселений Хаджох, Скала, Ясеневая Поляна // Судьба ученого. — СПб. 2000. — С. 223—235.
- Rezepkin A. D. Das frühbronzezeitliche Gräberfeld von Klady und die Majkop-Kultur in Nordwestkaukasien. — M.: Leidorf, 2000. — (Archäologie in Eurasien, vol. 10).
- Некоторые аспекты формирования эпохи ранней бронзы на Северном Кавказе // МИАК. — 2004 . — С. 97—125.
- Поселение эпохи ранней бронзы Чишхо и некоторые аспекты происхождения и хронологии майкопской культуры // Археолог: детектив и мыслитель. — СПб. 2004. — С. 422—436.
- Поселения эпохи ранней бронзы на Кубани (предварительная публикация) // Revista arheologică. SN. III/1-2. — Chișinău, 2007. — P. 5—73 (в соавт. с археологом из Министерства культуры Франции Бертиль Лионе).
- Поселение Новосвободненское // Археология Кавказа и Ближнего Востока: сб. к 80-летию члена-корреспондента РАН, профессора Р. М. Мунчаева. — М.: ТАУС, 2008. — С. 156—176. — ISBN 978-5-903011-37-7
- Новосвободненская культура (на основе материалов могильника «Клады»). — СПб.: Нестор-История, 2012. — (Серия: Труды ИИМК РАН., Т. XXXVII). — 344 с.
- К проблеме соотношения хронологии культур эпохи энеолита — ранней бронзы Северного Кавказа и Триполья // Между Азией и Европой. Кавказ в IV—I тыс. до н. э.